# Edna Flugrath
Edna Flugrath (Brooklyn, 29 dicembre 1893 – San Diego, 6 aprile 1966) è stata un'attrice statunitense.
Era la maggiore delle sorelle Flugrath, diventate tutte e tre stelle del cinema muto. Nella sua carriera, durata dal 1912 al 1923, girò sessantasei film.

## Biografia

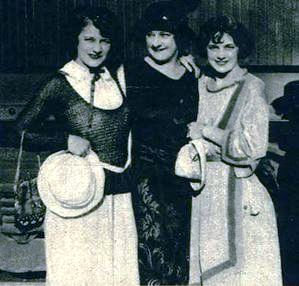
Viola Dana, Shirley Mason e Edna Flugrath (1922)

I Flugrath erano una famiglia di immigrati: il padre Emil Flugrath, stampatore e buon atleta dilettante, era di origine tedesco-polacca; la madre, Mary Dubois, di origine tedesca, era nata a New York. Le tre sorelle Flugrath, Edna, Leonie e Virginia cominciarono a lavorare come attrici fin da bambine. Edna fu l'unica a usare sempre il proprio nome, mentre le due sorelle presero dei nomi d'arte: Leonie quello di Shirley Mason, Virginia quello di Viola Dana.

### Carriera
Edna iniziò a recitare a teatro, nel vaudeville, esibendosi anche come ballerina fin da piccola. A vent'anni, Edna era ormai stanca di quella vita e decise di rivolgersi all'industria nascente del cinema. Entrò a far parte dell'Edison, debuttando nel 1912 in un piccolo ruolo in quello che viene considerato il primo serial girato negli Stati Uniti della storia del cinema, What Happened to Mary? di Charles Brabin. Presto le furono affidate parti da protagonista in corti a uno o due bobine, lunghezza che, all'epoca, era la norma per i film. Mentre lavorava per Edison, ebbe una relazione con il regista Harold Marvin Shaw che, allo scadere del suo contratto, seguì in Inghilterra. Raggiunse un certo successo anche in Inghilterra, interpretando alcuni film diretti da Shaw, abbandonando però la carriera quando i due, nel 1917, si sposarono a Johannesburg durante le riprese di De Voortrekkers. Tre anni più tardi, Edna avrebbe cercato di riprendere a recitare, lavorando a Londra per la London Film Company e per la Stoll Film Company prima di ritornare negli Stati Uniti, dove, però non riuscì a reinserirsi nella professione.

### Ultimi anni
Finì per rinunciare e aprì un salone di bellezza a Hollywood. Suo marito, che era diventato segretario della Motion Picture Directors Association, morì a 48 anni nel 1926 a Los Angeles in un incidente automobilistico. In seguito, Edna si sposò con Halliburton (o Haliberton) Houghton, un broker di Dallas, rompendo poi qualsiasi rapporto con le sorelle.

### Morte
Edna Flugrath morì a San Diego nel 1966 circa sette anni dopo la scomparsa del marito. Le sue sorelle vennero a conoscenza della sua morte avvisate da uno sconosciuto che, probabilmente, era un giornalista.
Fu sepolta all'Hollywood Forever Cemetery.

## Filmografia
- What Happened to Mary?, regia di Charles Brabin - serial (1912)
- The Dam Builder, regia di Bannister Merwin - cortometraggio (1912)
- Hearts and Diamonds, regia di J. Searle Dawley - cortometraggio (1912)
- Uncle Mun and the Minister, regia di C. Jay Williams - cortometraggio (1912)
- Outwitting the Professor, regia di C. Jay Williams - cortometraggio (1912)
- Like Knights of Old, regia di C. Jay Williams - cortometraggio (1912)
- At the Masquerade Ball, regia di Ashley Miller - cortometraggio (1912)
- The New Member of the Life Saving Crew, regia di Harold M. Shaw - cortometraggio (1912)
- The Third Thanksgiving, regia di Harold M. Shaw - cortometraggio (1912)
- On Donovan's Division, regia di Harold M. Shaw - cortometraggio (1912)
- Annie Crawls Upstairs, regia di Charles Brabin - cortometraggio (1912)
- A Proposal Under Difficulties, regia di C.J. Williams - cortometraggio (1912)
- At Bear Track Gulch, regia di Harold M. Shaw - cortometraggio (1913)
- A Perilous Cargo, regia di Harold M. Shaw - cortometraggio (1913)
- The Governess, regia di Walter Edwin - cortometraggio (1913)
- The Photograph and the Blotter, regia di George Lessey - cortometraggio (1913)
- Mother's Lazy Boy - cortometraggio (1913)
- Between Orton Junction and Fallonville, regia di Charles M. Seay - cortometraggio (1913)
- His Undesirable Relatives, regia di C.J. Williams - cortometraggio (1913)
- An Unwilling Separation, regia di George A. Lessey - cortometraggio (1913)
- Nursery Favorites, regia di Allen Ramsey - cortometraggio (1913)
- A Tardy Recognition, regia di George A. Lessey - cortometraggio (1913)
- Bobbie's Long Trousers, regia di Charles M. Seay - cortometraggio (1913)
- The Girl, the Clown and the Donkey, regia di Charles M. Seay - cortometraggio (1913)
- Saved by the Enemy, regia di George A. Lessey - cortometraggio (1913)
- The Widow's Suitors, regia di Charles H. France - cortometraggio (1913)
- Hiram Green, Detective, regia di Charles M. Seay - cortometraggio (1913)
- A Race to New York, regia di Charles Brabin - cortometraggio (1913)
- Nan Good-for-Nothing, regia di Arthur Holmes-Gore - cortometraggio (1914)
- The Ring and the Rajah, regia di Harold M. Shaw - cortometraggio (1914)
- Duty, regia di Harold M. Shaw - cortometraggio (1914)
- Child o' My Heart, regia di Harold M. Shaw - cortometraggio (1914)
- England's Menace, regia di Harold M. Shaw - cortometraggio (1914)
- His Reformation, regia di Arthur Holmes-Gore - cortometraggio (1914)
- Turtle Doves, regia di Arthur Holmes-Gore - cortometraggio (1914)
- Trilby, regia di Harold M. Shaw (1914)
- The Two Columbines, regia di Harold M. Shaw – cortometraggio (1914)
- Bootle's Baby, regia di Harold M. Shaw (1914)
- Two Little Ambitions, regia di Harold M. Shaw  - cortometraggio (1914)
- A Christmas Carol, regia di Harold M. Shaw - cortometraggio (1914)
- The Incomparable Bellairs, regia di Harold M. Shaw (1914)
- Liberty Hall, regia di Harold M. Shaw (1914)
- The Ashes of Revenge, regia di Harold M. Shaw (1915)
- A Garrett in Bohemia, regia di Harold M. Shaw  - cortometraggio (1915)
- The Heart of a Child, regia di Harold M. Shaw (1915)
- The Derby Winner, regia di Harold M. Shaw (1915)
- The Third Generation, regia di Harold M. Shaw (1915)
- Mr. Lyndon at Liberty, regia di Harold M. Shaw (1915)
- The Heart of Sister Ann, regia di Harold M. Shaw (1915)
- The Firm of Girdlestone, regia di Harold M. Shaw (1915)
- You, regia di Harold M. Shaw - cortometraggio (1916)
- Me and Me Moke, regia di Harold M. Shaw (1916)
- The Splendid Waster, regia di Lorimer Johnston (1916)
- The Man Without a Soul, regia di George Loane Tucker (1916)
- De Voortrekkers, regia di Harold M. Shaw (1916)
- The Two Roads, regia di Harold M. Shaw (1916)
- Sonny's Little Bit, regia di Lorimer Johnston (1917)
- The Rose of Rhodesia, regia di Harold M. Shaw (1918)
- True Tilda, regia di Harold M. Shaw (1920)
- The Pursuit of Pamela, regia di Harold M. Shaw (1920)
- London Pride, regia di Harold M. Shaw (1920)
- The Land of Mystery, regia di Harold M. Shaw, Basil Thompson (1920)
- Kipps, regia di Harold M. Shaw (1921)
- A Case of Identity, regia di Maurice Elvey - cortometraggio (1921)
- A Dear Fool, regia di Harold M. Shaw (1921)
- False Evidence, regia di Harold M. Shaw (1922)
- Senza peccato (The Social Code), regia di Oscar Apfel (1923)